# Bildet Berlin!
Bildet Berlin! e.V. ist eine Kleinstpartei, die sich für Veränderungen im Bildungsbereich einsetzt. Bildet Berlin! kandidierte 2021 erstmals mit einer Landesliste zur Wahl zum Abgeordnetenhaus von Berlin.

## Struktur
Der Landesparteitag ist als Mitgliederversammlung der Landespartei organisiert. Er legt die Ausrichtung der Landespartei fest und wählt alle zwei Jahre den Parteivorstand. Der Parteivorstand besteht aus sieben Mitgliedern, darunter den zwei Parteivorsitzenden. Die Ämter der Vorsitzenden sollen geschlechterparitätisch besetzt werden.

## Ziele
In ihrem Grundsatzprogramm formuliert Bildet Berlin! ausschließlich bildungspolitische Ziele. Zu diesen gehört etwa, dass Berlins Kitas und Schulen moderner, digitaler und zukunftsfähiger werden sollen. Die Anzahl der Lehrkräfte soll erhöht sowie deren Bezahlung und Arbeitsbedingungen verbessert werden. Zudem soll mehr Transparenz und Mitbestimmung für alle an Bildung beteiligten Menschen ermöglicht werden und die Einrichtungen sollen mehr Eigenverantwortung übernehmen dürfen. Außerdem soll eine länderübergreifende Vereinheitlichung des Bildungssystems umgesetzt werden.
Zu Themen außerhalb der Bildungspolitik bezieht Bildet Berlin! kaum Stellung. Es gibt eine Unvereinbarkeitsrichtlinie, die u. a. eine Doppelmitgliedschaft mit Parteien aus dem rechts- und linksextremen Spektrum ausschließt.

## Geschichte
Bildet Berlin! ist seit 2012 als Initiative und seit 2015 als eingetragener Verein mit öffentlichen Veranstaltungen und Stellungnahmen in der Bildungspolitik aktiv.
Unter dem Titel „Volksbegehren Unterrichtsgarantie“ initiierte Bildet Berlin! 2015 ein Volksbegehren zur Einführung einer Vertretungsreserve in Höhe von 10 % des regulären Personalbedarfs an jeder Schule. Die amtierende Bildungssenatorin Sandra Scheeres sprach sich damals gegen das Volksbegehren aus. Obwohl sämtliche im Abgeordnetenhaus von Berlin vertretenen Parteien eine solche Vertretungsreserve befürworten, konnte das Volksbegehren damals nicht zum Erfolg geführt werden.
Am 19. April 2021 wurde mit der Verabschiedung der Gründungssatzung offiziell die Vereinigung als Partei gegründet. Im Mai hatte die Partei rund 50 Mitglieder.
Bei der Wahl zum Abgeordnetenhaus von Berlin am 26. September 2021 erhielt Bildet Berlin! 2.486 bzw. 0,1 Prozent der Stimmen und verfehlte damit die für den Einzug in das Parlament benötigte Fünf-Prozent-Hürde. Bei der Wiederholungswahl am 12. Februar 2023 erhielt die Partei nur noch 1.790 bzw. 0,1 Prozent der Stimmen.